# Dinutuximab
 (octobre 2024).
Le dinutuximab est un médicament de type anticorps monoclonal, utilisé dans le traitement du neuroblastome.

## Mode d'action
Il s'agit d'un anticorps monoclonal qui se fixe au GD2, généralement présent sur les cellules du neuroblastome. Cette liaison amène le système immunitaire de l'organisme à les détruire.

## Usage médical
Le dinutuximab est un médicament utilisé pour traiter le neuroblastome . Il est utilisé chez les enfants à haut risque en seconde ligne, après échec ou intolérance aux autres traitements. Le médicament  est administré par injection intraveineuse.

## Effets secondaires
Les effets secondaires de ce médicament  comprennent la douleur, la fièvre, une réaction à la perfusion, un faible taux de plaquettes, un faible taux de globules blancs, un faible taux de potassium, un syndrome de fuite capillaire ou des problèmes hépatiques. D'autres effets secondaires peuvent inclure le syndrome de leucoencéphalopathie postérieure réversible, une myélite transverse, des problèmes oculaires ou  une infection. L'utilisation de ce médicament pendant la grossesse peut nuire au fœtus.

## Histoire
Le médicament a été approuvé pour un usage médical aux États-Unis en 2015. Bien qu’il ait également été approuvé en Europe en 2015, il a ensuite été retiré en 2017. Aux États-Unis, 17,5 mg coûtent environ 14 000 dollars américains  en 2021.